# فان وليامز (طبال)
فـان وليامز (بالإنجليزية: Van Williams)‏ هو طبال أمريكي، ولد في 5 ديسمبر 1966 في نيويورك في الولايات المتحدة.

## وصلات خارجية
- فان وليامز على موقع ميوزك برينز (الإنجليزية)
- فان وليامز على موقع أول ميوزيك (الإنجليزية)
- فان وليامز على موقع ديسكوغز (الإنجليزية)